# Przyrost złoża
Przyrost złoża – dodatkowe zasoby złoża kopaliny nieujęte w dokumentacji geologicznej złoża kopaliny, bądź też ujęte w dokumentacji, lecz jako nagromadzenie surowców (minerałów, pierwiastków) niespełniające granicznych wartości parametrów definiujących złoże, które to zasoby — w wyniku dokładniejszego rozpoznania — zostają zaliczone do zasobów bilansowych złoża (tj. nadających się do ich eksploatacji).
Przyrosty złoża mogą być — pod pewnymi warunkami — eksploatowane bez konieczności zmiany dokumentacji geologicznej czy planu ruchu zakładu górniczego.